# Force de police des Tuvalu

Emblème de la force de police tuvaluane.

La force de police des Tuvalu exerce des opérations de défense et de protection du territoire des Tuvalu, notamment des eaux territoriales. Le pays ne dispose pas de forces armées.

## Responsabilité
Les forces de police sont responsables devant le commissaire de police, lui-même responsable devant le Premier ministre.

## Équipement
L'Australie a fourni aux Tuvalu un vaisseau de surveillance et de patrouille de classe Guardian (en), le Te Mataili II (en) (2019), qui remplace le Te Mataili (1994).

## Participation à des opérations et exercices internationaux
La police des Tuvalu a participé entre 2004 et 2017 à la Regional Assistance Mission to Solomon Islands.  
En octobre 2014, la police a participé à l'exercice Kuru Kuru, le plus important exercice de surveillance maritime du Pacifique.

## Sources